# Арзев (остров)
Арзе́в (араб. أرزيو‎, фр. Île d'Arzew) — остров в Алжире, в западной части залива Арзев, к северо-востоку от порта Арзев. На острове расположен маяк. Относится к округу Арзев вилайета Оран.